# Frank Borman
Frank Frederick Borman II (Gary, Indiana; 14 de marzo de 1928 - Billings, Montana; 7 de noviembre de 2023) fue un astronauta de la NASA, comandante del Gemini 7 (junto a James Lovell) y del Apolo 8 (la primera misión del Programa Apolo, que en 1968 circunnavegó la Luna y observó la cara oculta de la Luna), haciendo de él, junto con sus compañeros de tripulación Jim Lovell y William Anders, los primeros de solo 24 hombres que lo han hecho hasta 2023. 

## Biografía
Cuatro días antes de su graduación de la Clase 1950 en West Point, ocupó la 8ª posición entre 670 integrantes. Fue comisionado en la USAF. Calificó como piloto de combate, sirviendo en las Filipinas. Tuvo un grado de Master of Science en 1957 y fue profesor asistente en termomecánica y mecánicas de líquidos en West Point. En 1960, fue seleccionado para la Clase 60-C en la USAF, en Experimental Flight Test Pilot School (Examen de vuelo experimental en la escuela de pilotos) en la Base Edwards en California y calificado como piloto de pruebas. En la graduación fue aceptado como uno de los cinco estudiantes en la primera clase del Aerospace Research Pilot School.
Fue seleccionado como astronauta de la NASA con el segundo grupo, conocido como los Siguientes Nueve en 1962. En 1966, estuvo en el espacio por catorce días, estableciendo un récord como comandante del Gemini 7. Sirve como revisor de la junta de la NASA que investigó el incendio del Apollo 1 y el vuelo a la Luna con el Apollo 8 en diciembre de 1968. La misión es conocida como Earthrise con fotografía tomada por Anders de la Tierra creciente hacia el horizonte lunar del Módulo de Comando/Servicio orbitando la Luna con la lectura del Génesis, la cual fue televisada a la tierra desde la órbita lunar en Navidad. Durante la misión lunar del Apollo 11, Borman fue el enlace con la Casa Blanca compartiendo unos bocadillos con el presidente Richard Nixon-
Después del retiro de la NASA y de la Fuerza Aérea en 1970 fue vicepresidente emérito para las operaciones de Eastern Air Lines. Fue jefe ejecutivo en la oficina de Eastern en 1975 y gerente de la junta en 1976. Bajo su liderazgo, Eastern fue en esos cuatro años prolífica en su historia, pero la desregulación y las deudas adicionales con el propósito de pagar nuevas aeronaves, condujo a la empresa a recortes salariales y despidos, teniendo conflictos con las uniones, resultando en su resignación en 1986. Se mudó a Las Cruces Nuevo México, donde tuvo una concesión de la Ford con su hijo, Fred. En 1998 compró un rancho ganadero en Bighorn, Montana.
Al orbitar por primera vez la Luna dijo: 

Tuve la enorme sensación de que tenía que haber un poder más grande que cualquiera de nosotros: que había un Dios.
Frank Borman, 1968.

## Reconocimientos
- Frank Borman recibió la Medalla de Honor del Congreso sobre tecnología espacial.
- Así mismo, el cráter lunar Borman lleva este nombre en su honor.[3]
- 1998, En la miniserie De la Tierra a la Luna, de HBO, Borman fue protagonizado por el actor David Andrews.